# Пракседес Матео Сагаста
Пракседес Маріано Матео Сагаста-і-Есколар (ісп. Práxedes Mariano Mateo Sagasta y Escolar; 21 липня 1825—5 січня 1903) — іспанський інженер і політик, двічі очолював уряд Іспанії.

## Життєпис
За освітою був інженером-залізничником.
Брав участь у повстанні 1854 року, після чого був обраний до лав кортесів. Однак 1856 року був змушений виїхати з країни, але невдовзі був амністований та повернувся до Мадрида, де отримав посаду професора в інженерній школі. Після невдалої спроби заколоту 1866 року знову був змушений тікати за кордон, звідки повернувся після повалення Ізабелли II, отримавши пост міністра внутрішніх справ. Невдовзі був призначений на посаду міністра закордонних справ. Був палким прибічником генерала Жоана Прима, а після його смерті — маршала Франсіско Серрано. 5 січня 1871 року Сагаста став міністром внутрішніх справ у кабінеті Серрано. 20 липня того ж року вийшов у відставку, коли Серрано мав поступитись місцем кабінету Мануеля Руїса Соррільї.
3 жовтня 1871 Сагаста був обраний головою кортесів. Трохи згодом він отримав посаду міністра внутрішніх справ у новому кабінеті Хосе Малькампо, а 20 грудня того ж року сам очолив уряд. 22 травня 1872 року його кабінет зазнав краху внаслідок не доброчесного витрачання державних коштів на передвиборчу кампанію, а також через невдоволення короля, який довідався про таємні відносини Сагасти з прибічниками претендента Альфонса. Після того Сагаста перейшов до опозиції.
Наприкінці 1873 року став одним з учасників змови проти президента Еміліо Кастелара. 3 січня 1874 року Сагаста став міністром закордонних справ, а потім — внутрішніх справ у кабінеті маршала Серрано. 4 вересня, коли останній вирушив на війну з карлістами, Сагаста став головою виконавчої влади. У той період він встиг організувати натовп містян, яких він навіть частково озброїв для вуличної боротьби з політичними противниками. Такі заходи, однак, не врятували його від повстання 30 грудня, спрямованого проти нього й маршала Серрано на користь короля Альфонса. Сагаста легко поступився, вважаючи опір небезпечним.
Після реставрації монархії та сходження на престол короля Альфонса XII, Сагаста став лідером поміркованої, династично-ліберальної опозиції. Коли 1881 року краху зазнав кабінет Антоніо Кановаса дель Кастільйо, король звернувся до Сагасти з пропозицією сформувати уряд. Відтоді для Іспанії настав порівняно спокійний період, що не заважало партіям вдаватись до грубих порушень конституції. Сагаста був головою кабінетів у 1881—1883 та 1885—1890 роках. Під час останньої з тих каденцій Сагатсті вдалось звільнити рабів на Кубі, розширити компетенції суду присяжних, ухвалити закон про цивільний шлюб. За його врядування було запроваджено загальне виборче право для чоловіків, старших за 25 років.
У 1892—1895 роках Сагаста знову очолював уряд. У той період жорстка політика метрополії щодо Куби спричинила там повстання, з яким Сагаста не зміг упоратись.
1897 року Сагаста сформував новий уряд. Він відкликав з Куби жорсткого генерала Валеріано Вейлера, замінивши його більш м'яким генералом Бланко та пообіцяв запровадження автономії. Коли повстання було майже придушено, втрутились Сполучені Штати, що призвело до війни, що завершилась цілковитою поразкою Іспанії. Це викликало в країні страшенне невдоволення Сагастою, який рятувався від падіння тільки тим, що тривалий час не скликав кортеси. Коли зрештою в лютому 1899 року їх було скликано, крах кабінету Сагасти став неминучим. Останній знову перейшов в опозицію.
Востаннє очолював уряд від березня 1901 до грудня 1902 року. Той період позначився багатьма страйками та заворушеннями, з якими Сагаста жорстко розправлявся.